# The Rime of the Ancient Mariner

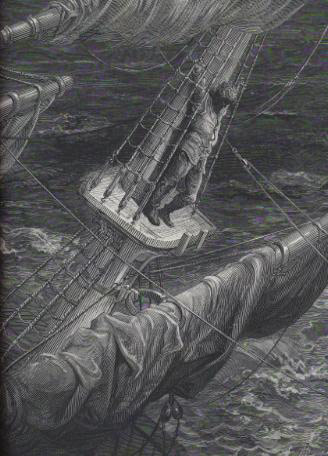
El marino atado al mástil durante la tormenta. Uno de los grabados ilustrados por Gustave Doré.

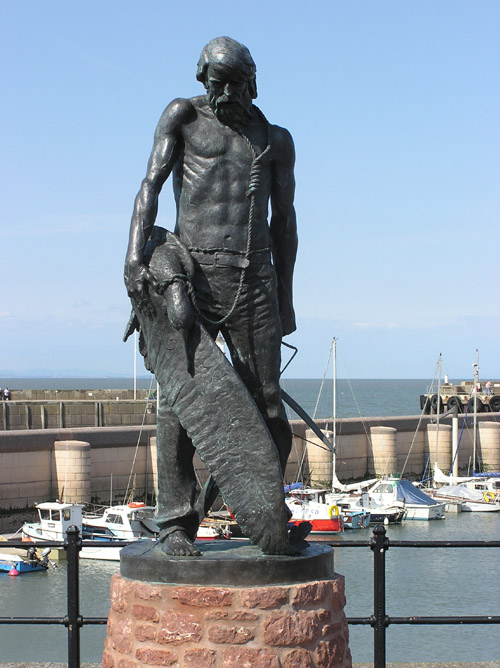
Estatua del «viejo marinero» en Watchet, Somerset (Inglaterra).

The Rime of the Ancient Mariner (en grafía original, The Rime of the Ancyent Marinere) es un poema escrito por el poeta inglés Samuel Taylor Coleridge en 1798 que en su traducción al español ha recibido diversos títulos (La balada del marinero de antaño, Balada del viejo marinero, La oda del viejo marinero).
Relata la fantástica aventura de un marino durante un largo viaje en el mar. Este se inicia con el marinero abordando a un hombre que va a una boda, pidiéndole que escuche su historia.
La historia se inicia con una partida venturosa, pero luego seguida de fuertes tormentas. El barco es llevado hacia el sur, llegando cerca de las costas de la Antártida. Es ahí cuando la tripulación ve a un albatros, augurio de buena suerte. Sin embargo y sin razón alguna, el marinero dispara al ave con su ballesta. La tripulación se inquieta, culpando al marino de un futuro desastre. Sin embargo, después de que el tiempo mejora y desaparece la niebla, la tripulación cambia de parecer, felicitando al marino por su acción.
Navegando a la deriva y sufriendo la escasez de agua, la tripulación vuelve a depositar su ira en el marino, castigándole a colgar en su cuello al ave como señal de culpabilidad. Con el paso del tiempo, el barco tiene un encuentro fantasmal con la muerte y la vida-en-muerte. Estos juegan con los dados la vida de la tripulación, siendo la muerte-en-vida quien gana el alma del marinero.
El castigo de ver a la tripulación perecer, hace que el marino cambie de actitud y bendiga a las criaturas del mar que encuentra. Es allí donde el ave que colgaba de su cuello cae, liberándolo de la maldición. Después de esta liberación, el marino es rescatado del barco varado donde se encontraba para luego ser perdonado por un ermitaño, poniéndole como penitencia el relatar su historia donde quiera que vaya.

## En la cultura popular
- El grupo británico de heavy metal Iron Maiden realizó una versión musical del mismo nombre, incluida en su álbum Powerslave, de 1984.
- El escritor de terror Stephen King hace constantes referencias al poema en sus obras, a través de sus personajes.
- El músico David Bedford grabó en 1975 su versión musical del poema narrado por Robert powell y con Mike Oldfield a la guitarra
- La cantante y compositora Taylor Swift hace referencia al poema en su canción The Albatross incluida en su undécimo álbum de estudio The Tortured Poets Department: The Anthology, de 2024.